# Uloborus tenuissimus
Uloborus tenuissimus är en spindelart som beskrevs av Ludwig Carl Christian Koch 1872. Uloborus tenuissimus ingår i släktet Uloborus och familjen krusnätsspindlar.
Artens utbredningsområde är Samoa. Inga underarter finns listade i Catalogue of Life.